# Могилёвка (Тверская область)
Могилёвка — деревня в Кувшиновском районе Тверской области, административный центр Могилевского сельского поселения.

## География
Деревня находится на берегу реки Цна в 26 км на запад от районного центра Кувшиново.

## История

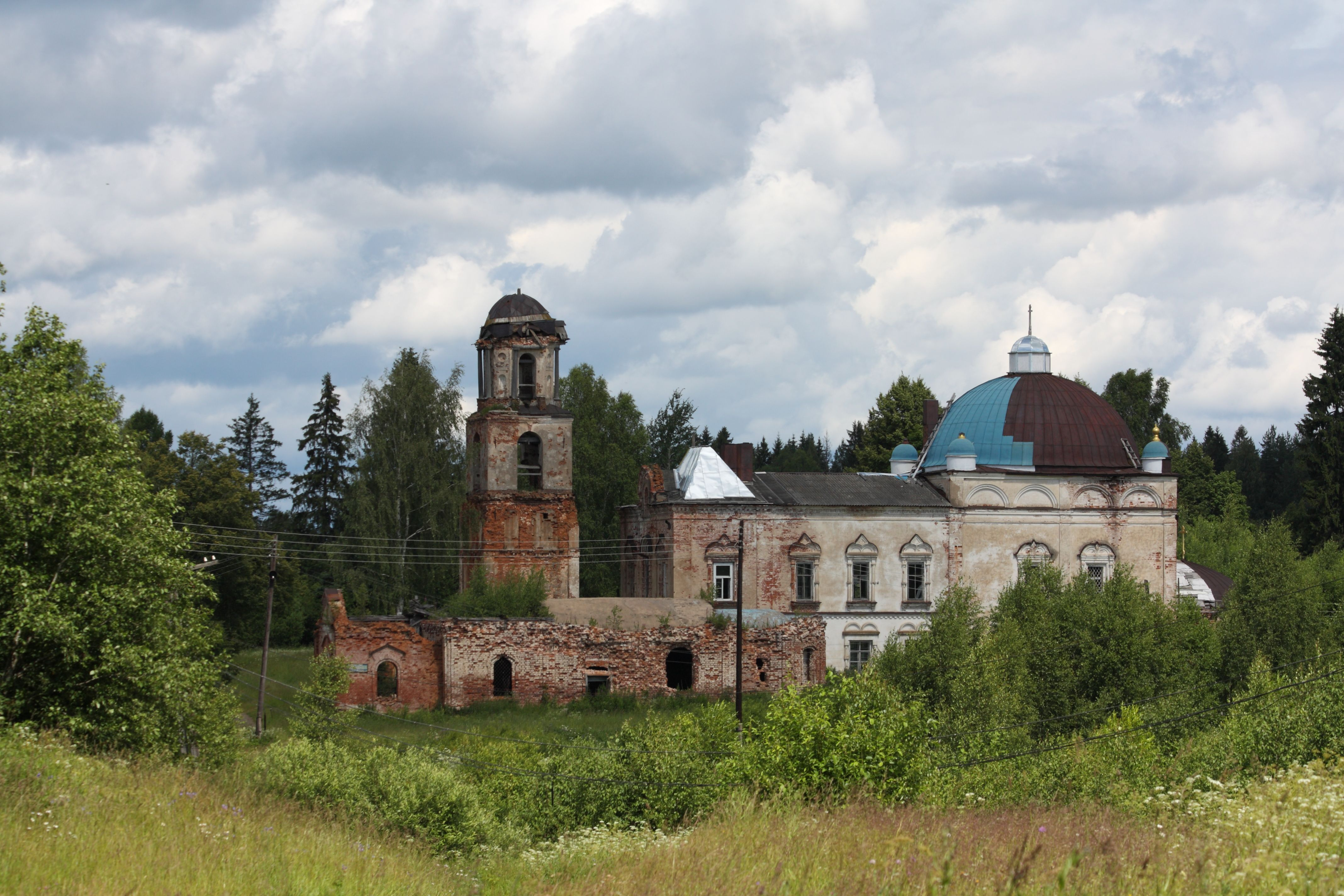
Успенский Могилёвский монастырь. 2014 год

В 1634 на была основана Могилевская пустынь, построена деревянная церковь во имя Успения Пресвятой Богородицы. В 1650 по приказу царя Алексея Михайловича в вотчину Могилевской пустыни переданы пустоши Селино и Раменье. В 1679 помещик князь М.Р. Гагарин дал монастырю пять пустошей: Василевшину, Кренево, Мишново, Сопково, Фешково. В 60-70-х годах XVII в. построены церкви по имя св. Троицы (1762) и во имя преподобных Зосимы и Савватия. В 1675-82 новоторжский помещик П.А. Нащекин построил на месте деревянной Успенской церкви каменную с тем же названием. В XVII в. в монастыре был деревянный одноэтажный дом для богомольцев, скотный и конный дворы, 2 каменных овина с вымощенными байдаком гумнами и 3 деревянных сарая. К юго-западу от монастыря находилась деревянная мукомольная мельница. В 1774 году в монастыре произошел пожар.
К 1900 году ансамбль Успенского Могилевского монастыря включал: однопрестольную церковь Успения Пресвятой Богородицы, каменную церковь св. Троицы, каменную трехъярусную колокольню (построена в 1762-90), каменный двухэтажный корпус настоятельских келий (построен в 1887-88), 3 деревянных одноэтажных флигеля братских келий (построены после 1873), одноэтажную каменную трапезную, 2 деревянных амбара и погреб. Мон. был обнесен каменной четырехугольной оградой с небольшими каменными башнями по углам и каменными воротами с южной стороны. В 1926 году монастырь был упразднен.
В конце XIX — начале XX века Могилевская пустынь входила в состав Тысяцкой волости Новоторжского уезда Тверской губернии.
С 1929 года деревня являлась центром Могилевского сельсовета Кувшиновского района Тверского округа Московской области, с 1935 года — в составе Калининской области, с 2005 года — центр Могилевского сельского поселения. 
В 1997 году в деревне располагалась центральная усадьба колхоза им. В.И.Чапаева.
До 2009 года в деревни действовала Могилевская основная общеобразовательная школа.

## Население
| 1859 | 1989 | 2002 | 2008 | 2010 |
| ---- | ---- | ---- | ---- | ---- |
| 15   | ↗161 | ↘133 | ↘130 | ↘129 |

## Инфраструктура
В деревни имеются дом культуры, фельдшерско-акушерский пункт, отделение почтовой связи.

## Достопримечательности
В деревни расположен действующий Успенский Могилёвский монастырь.